# Pokrajina z rdečimi lisami (Kandinski)
Pokrajina z rdečimi lisami je bilo ime, dano vsaki od dveh zaporednih oljnih slik, ki jih je leta 1913 na Bavarskem ustvaril ruski emigrantski slikar Vasilij Kandinski. Prva je zdaj v muzeju Folkwang v Essnu v Nemčiji. Druga, znana kot Pokrajina z rdečimi lisami, št. 2 (glej sliko desno), je v zbirki Peggy Guggenheim v Benetkah.
Med letom 1909 in začetkom prve svetovne vojne sta Kandinski in njegova spremljevalka, slikarka Gabriele Münter, preživljala poletja v Murnau am Staffelsee na robu Bavarskih Alp. Vaška cerkev sv. Nikolaja in njen izrazit okrogel stolp sta večkrat prikazana na krajinskih slikah, ki jih je umetnik ustvaril v času, ko je bil tam. Ko se je slog Kandinskega v tem obdobju razvil v abstraktni ekspresionizem, so podobe cerkve in njene okolice postopoma postale manj figurativne in bolj abstraktne.

## Opis
Na obeh obravnavanih slikah, ki sta kompozicijsko zelo podobni, a po velikosti različni, je cerkveni stolp kot geometrična oblika podaljšan do samega roba platna, gore za njim pa reducirane v enobarvne trikotnike. Istoimenske rdeče lise so ob vznožju stolpa.
Zgodnejše delo je kmalu po dokončanju pridobil pesnik Karl Wolfskehl, preden ga je leta 1962 pridobil muzej Folkwang.